# NGC 7372
NGC 7372 é uma galáxia espiral (Sbc) localizada na direcção da constelação de Pegasus. Possui uma declinação de +11° 07' 53" e uma ascensão recta de 22 horas, 45 minutos e 46,0 segundos.
A galáxia NGC 7372 foi descoberta em 7 de Agosto de 1864 por Albert Marth.